# Veltrusy
Veltrusy é uma cidade checa localizada na região da Boêmia Central, distrito de Mělník.